# Soul Punk
| Recensione | Giudizio |
| ---------- | -------- |
| AllMusic   |          |

Soul Punk è il primo album solista del frontman dei Fall Out Boy Patrick Stump, distribuito nel 2011 dalla Island Records.

## Tracce
1. Explode – 3:23
2. This City – 3:40
3. Dance Miserable – 3:33
4. Spotlight (New Regrets) – 3:19
5. The "I" in Lie – 4:25
6. Run Dry (X Heart X Fingers) – 8:25
7. Greed – 4:11
8. Everybody Wants Somebody – 4:21
9. Allie – 3:38
10. Coast (It's Gonna Get Better) – 3:40
11. This City – 3:34 – Remix

Edizione deluxe
1. Bad Side of 25 – 5:24
2. People Never Done a Good Thing – 3:07
3. When I Made You Cry – 3:49
4. Mad at Nothing – 3:50
5. Saturday Night Again – 3:43